# Nobuea kurodai
Nobuea kurodai е вид коремоного от семейство Cyclophoridae.

## Разпространение
Видът е разпространен в Япония.